# Guido Caprino
Guido Caprino (Taormina, 3 gennaio 1973) è un attore ed ex modello italiano.

## Biografia
Nato a Taormina, ma cresciuto a Nizza di Sicilia, consegue il diploma di odontotecnico a Messina. Una volta diplomatosi, si trasferisce a Milano, dove inizia a lavorare in campo pubblicitario come modello, per poi stabilirsi a Roma per intraprendere la carriera d'attore. Nel 1997 frequenta degli stage di recitazione tenuti da Vincent Kid, collaboratore di Stella Adler, e l'anno successivo studia canto e recitazione con insegnanti della Royal Academy di Londra. Dopo aver girato alcuni cortometraggi e recitato in teatro, approda alla televisione e al cinema. Nel 2002 è protagonista del corto Deadline, per la regia di Massimo Coglitore. La pellicola gli dà molta visibilità, facendolo conoscere agli addetti ai lavori.
La sua prima apparizione sul grande schermo è con il film Il regista di matrimoni (2005), diretto da Marco Bellocchio. Nel 2007 è coprotagonista, nel ruolo di Giovannino, de I Viceré, per la regia di Roberto Faenza. In televisione debutta nel 2003 nella serie televisiva di Rai 2, Vento di ponente. Tra gli altri lavori televisivi, ricordiamo Matilde del 2005, film TV diretto da Luca Manfredi, con Sabrina Ferilli, la miniserie televisiva L'ultima frontiera (2006), regia di Franco Bernini, e la serie televisiva Medicina generale (2007), regia di Renato De Maria, tutte in onda su Rai 1, e l'episodio Disegno di sangue della serie Crimini, regia di Gianfranco Cabiddu, in onda nel 2007 su Rai 2.
Nel 2008 interpreta il ruolo di Giorgio (il Dottor G) nella serie Amiche mie, in onda su Canale 5. Inoltre è protagonista, insieme ad Olivia Magnani, del film Un amore di Gide, regia di Diego Ronsisvalle. Dal 2009 al 2011 è protagonista, con il ruolo di Luca Manara, della serie TV di Rai 1 Il commissario Manara (spin-off di Una famiglia in giallo), serie che ha ricevuto un buon consenso sia da parte del pubblico che della critica. L'attore ha ammesso di essersi ispirato a Frank Zappa nella caratterizzazione psicologico-comportamentale (oltre che fisiognomica) del personaggio del commissario Manara, essendo egli stesso un grande fan del celebre compositore e chitarrista italo-americano..
Nel 2015 è uno dei protagonisti della serie televisiva 1992, dove interpreta il ruolo di Pietro Bosco, ex militare della Marina Militare che una volta rientrato in Italia (dopo essere stato congedato con disonore) diventerà parlamentare nelle file della Lega Nord. Ha recitato poi nella fiction italo-britannica I Medici. Nel 2021 partecipa al film Il mio corpo vi seppellirà. Nel 2022 prende parte alla serie TV spaghetti western di produzione italoamericana That Dirty Black Bag, trasmessa da AMC.

## Teatro
- Buried Child di Sam Shepard, regia di Vincent Gaeta - In lingua inglese
- The Camino Real, regia di Vincent Gaeta - In lingua inglese
- Domino Courts di W. Hauptman, regia di Vincent Gaeta - In lingua inglese
- One Hundred, regia di Anna Marcea
- Fenicie, regia di Valerio Binasco

## Filmografia

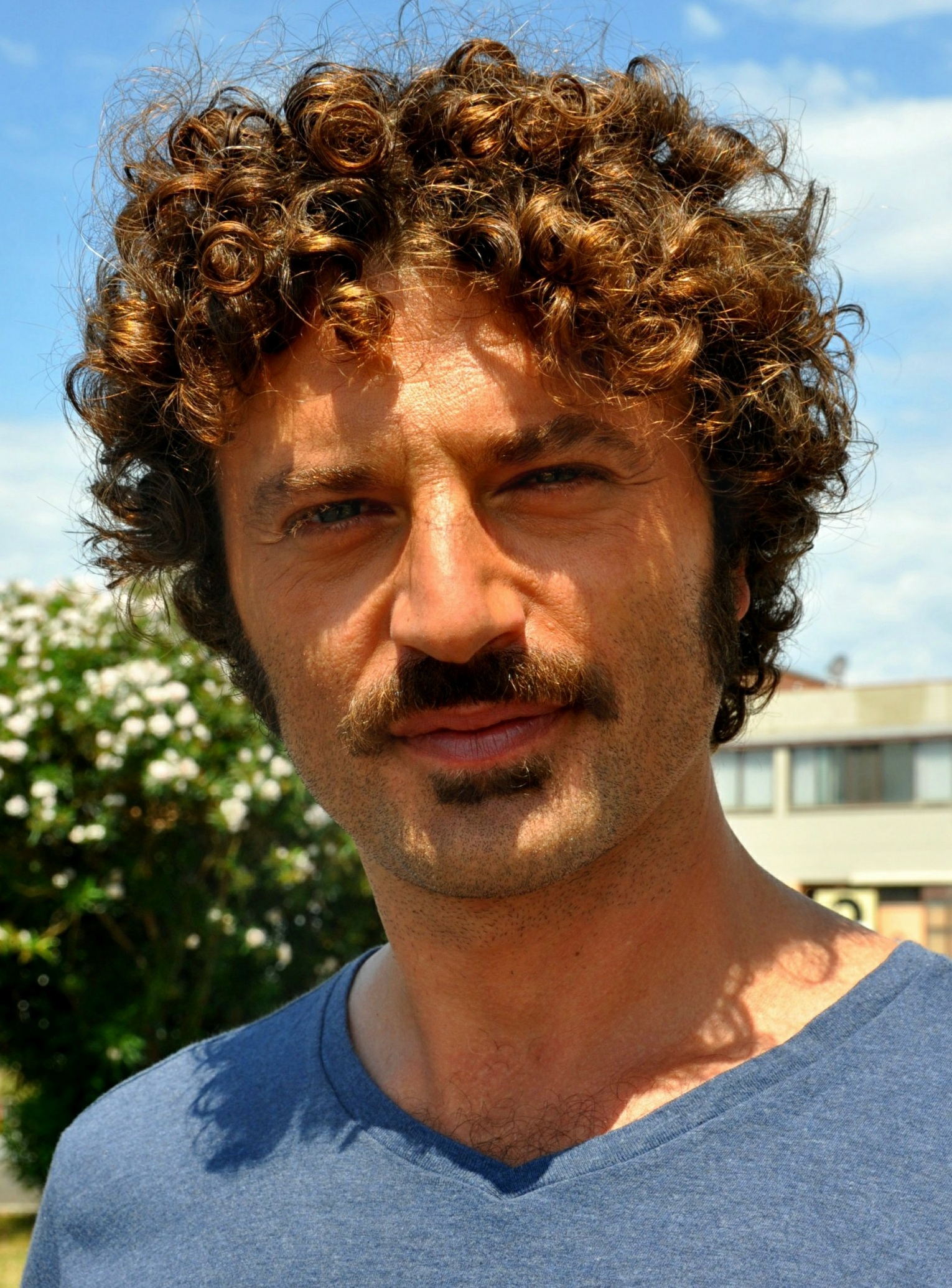
Guido Caprino durante le riprese della seconda stagione de Il commissario Manara, ad Orbetello.

### Cinema
- Il regista di matrimoni, regia di Marco Bellocchio (2005)
- I Viceré, regia di Roberto Faenza (2007)
- Sono viva, regia di Dino e Filippo Gentili (2008)
- Un amore di Gide, regia di Diego Ronsisvalle (2008)
- Meno male che ci sei, regia di Luis Prieto (2009)
- Lo spazio bianco, regia di Francesca Comencini (2009)
- Noi credevamo, regia di Mario Martone (2010)
- Breve storia di lunghi tradimenti, regia di Davide Marengo (2012)
- Fai bei sogni, regia di Marco Bellocchio (2015)
- I calcianti, regia di Stefano Lorenzi (2015)
- Il mio Godard (Le redoutable), regia di Michel Hazanavicius (2017)
- Tutti per 1 - 1 per tutti, regia di Giovanni Veronesi (2020)
- La stanza, regia di Stefano Ludovichi (2021)
- Il mio corpo vi seppellirà, regia di Giovanni La Parola (2021)
- Una relazione, regia di Stefano Sardo (2021)
- Per niente al mondo, regia di Ciro D'Emilio (2022)

### Televisione
- Vento di ponente 2 - serie TV (2003)
- Una famiglia in giallo, regia di Alberto Simone - serie TV, 5º episodio (2005)
- Matilde, regia di Luca Manfredi - film TV (2005)
- L'ultima frontiera - miniserie TV (2006)
- I colori della gioventù, regia di Gianluigi Calderone - film TV (2006)
- I Viceré, regia di Roberto Faenza - miniserie TV (2008)
- Crimini - serie TV, episodi 1x08 "Disegno di sangue" (2007) e 2x03 "Little Dream" (2010)
- Medicina generale, regia di Renato De Maria - serie TV, 2 episodi (2007)
- Amiche mie, regia di Paolo Genovese e Luca Miniero - serie TV, 8 episodi (2008)
- L'ultimo padrino, regia di Marco Risi - miniserie TV (2008)
- Il commissario Manara, regia di Davide Marengo e Luca Ribuoli - serie TV (2009-2011)
- A fari spenti nella notte, regia di Anna Negri - film TV (2012)
- In Treatment - serie TV, 8 episodi (2013)
- 1992, regia di Giuseppe Gagliardi - serie TV (2015)
- Sotto copertura - La cattura di Iovine, regia di Giulio Manfredonia - serie TV, 2 episodi (2015)
- I Medici - serie TV, 10 episodi (2016-2018)
- 1993, regia di Giuseppe Gagliardi - serie TV, 8 episodi (2017)
- Il miracolo, regia di Niccolò Ammaniti, Francesco Munzi e Lucio Pellegrini - serie TV, 8 episodi (2018)
- Romanzo famigliare, regia di Francesca Archibugi - serie TV, 12 episodi (2018)
- 1994, regia di Giuseppe Gagliardi e Claudio Noce - serie TV, 6 episodi (2019)
- That Dirty Black Bag , regia di Mauro Aragoni - serie TV (2022)
- L'arte della gioia, regia di Valeria Golino e Nicolangelo Gelormini – miniserie TV, 4 puntate (2024)

### Cortometraggi
- Frattaglie, regia di Maurizio Scala (1992)
- Jim, Tod e Butch, regia di Stefano Barberi (1998)
- I Hate You, regia di Stefano Barberi (1998)
- Uomini in gabbia, regia di Maurizio Scala (1999)
- Deadline, regia di Massimo Coglitore (2002)

## Premi e riconoscimenti
- David di Donatello
  - 2025 – Candidatura al miglior attore non protagonista per L'arte della gioia
- Nastri d'argento - Grandi Serie
  - 2025 – Migliore attore non protagonista per L'arte della gioia

## Altri premi
- 2015 - Premio L.A.R.A. Miglior Attore per 1992 (serie televisiva) al Roma Fiction Fest